# Jan Schulz
Jan Schulz (25. května 1899 – květen 1953) byl český šachový mistr.
Obsadil 2. místo za Karlem Opočenským v roce 1916 v Belgii. V roce 1920 zvítězil v Praze, v roce 1921 v Praze obsadil společné 6. až 8. místo (zvítězili Karel Hromádka a František Treybal). V roce 1921 v Brně obsadil společné 5. až 7. místo (zvítězili Hromádka, Karel Treybal a Ladislav Prokeš). V roce 1924 zvítězil v Praze (1. Kautského memoriál).
Schulz reprezentoval Československo v První neoficiální šachové olympiádě v Paříži v roce 1924, kde získal zlatou medaili družstev. Dále hrál na Druhé šachové olympiádě v Haagu v roce 1928.
V roce 1925 získal společné 3. až 5. místo v Bratislavě (zvítězil Richard Réti), obsadil 6. místo v Bardejově v roce 1926 (zvítězili Hermanis Matisons a Savielly Tartakower), obsadil 5. místo v Trenčianských Teplicích (zvítězili Karl Gilg a Boris Kostić). Dále získal společné 1. místo s Karlem Skaličkou a Prokopem v Praze v roce 1926 (3. Kautského memoriál), sdílené 5. až 8. místo v Praze v roce 1927 (zvítězil Hromádka), 2. místo za Opočenským v Brně v roce 1929 a společné 5. a 6. místo v Mnichově Hradišti (zvítězil Efim Bogoljubow).